# Lou Grassi
Louis Thomas 'Lou' Grassi (Summit (New Jersey), 21 januari 1947) is een Amerikaanse jazzdrummer, die vooral bekend is als muzikant en orkestleider van de moderne creatieve jazz en de nieuwe improvisatiemuziek.

## Biografie
Grassi begon op 15-jarige leeftijd met drummen en kreeg privélessen van Tony Inzalaco en Sam Ulano. Van 1965 tot 1968 diende hij in het leger. Eerst studeerde hij aan de Navy School of Music in Norfolk. Tot 1968 speelde hij in de 328th U.S. Army Band. Daarna verliet hij het leger en studeerde eerst aan het Berklee College of Music en vervolgens percussie aan het Jersey City State College bij Nick Cerrato, waar hij afstudeerde met een bachelordiploma. In 1974 ontving Grassi een National Endowment for the Arts-beurs, waarmee hij privélessen kon volgen bij Beaver Harris. Grassi studeerde ook arrangeren bij trombonist Marshall Brown. Zelfs tijdens zijn dienst in het leger had hij al geëxperimenteerd met vrije improvisatie, die hij begin jaren 1970 verder ontwikkelde. In die tijd werkte hij met gemengde media-projecten, bijvoorbeeld met zangeres Sheila Jordan en bassist Jimmy Garrison. Vanaf eind jaren 1970 tot begin jaren 1990 was Grassi niet actief in het freejazzcircuit. Gedurende deze tijd speelde hij voor de kost in verschillende stijlen van ragtime tot gospel en dixielandjazz tot swing en bop. In 1984 richtte hij de formatie The Dixie Peppers op, een swing- en dixieland sextet, waar hij tot in de jaren 1990 mee werkte. Hij trad ook op met de Syncopatin' Seven van Warren Vaché sr. op het Dixieland Festival in Dresden in 1989.
In 1991 hervatte Grassi zijn activiteiten op het gebied van vrije improvisatie en creatieve jazz en werkte hij samen met de Duitse pianist Andreas Böttcher, met wie hij twee albums opnam. In 1994 werd hij lid van het New York Improvisors Collective, een losse organisatie van vrij improviserende musici, dansers, dichters en schilders die samenkwamen voor festivals en concerten. Grassi trad op in 1995 op het Cadence Jazz Festival met het Pogressions ensemble. Dit resulteerde halverwege de jaren 1990 in de Po Band met de originele bezetting met Grassi, Herb Robertson, Steve Swell, Perry Robinson en Wilber Morris, met wie hij een aantal albums opnam voor het CIMP-label. Tom Varner (Neo Neo, 1999), Paul Smoker (PoZest, 1999), Marshall Allen, (The Joy of Being, 2001) en Joseph Jarman traden ook op als gastmuzikanten op volgende albums van de Po-band en op het album ComPOsed (2002) van John Tchicai.
Grassi speelt sinds 2000 in een trio met Günter Heinz en Fred Van Hove. Sinds 2003 vormt hij een trio met saxofonist Martin Speicher en bassist Georg Wolf (Shapes and Shadows). In 2008 trad hij op met Scott Roller (cello) en Christoph Irmer (viool) in Wuppertal met het Bach- en Bluesprogramma met trompettist Frank Bartsch, cellist Ulrich Thiem en vibrafonist en pianist Andreas Böttcher. In 2008 verscheen ook het trio-album KenBillou van Bill Gagliardi, Ken Filiano en Lou Grassi bij CIMP.
Grassi werkte ook aan andere albums voor CIMP en andere labels als begeleidend muzikant, bijvoorbeeld voor Roswell Rudds Broad Strokes, saxofonist Rob Brown, gitarist Bruce Eisenbeil, Sheila Jordan, de NU Band met Mark Whitecage, David Hofstra, Ursel Schlicht (2002), Charlie Kohlhase en Gunter Hampel, met wiens New York Trio hij in 2002 door Europa toerde.

## Discografie
- 1996: Quick Wits (CIMP) met Phillip Johnston, David Hofstra
- 1997: Mo'Po (CIMP) met Herb Robertson, Steve Swell, Perry Robinson, Wilber Morris
- 1999: Neo Neo (CIMP) met Ron Horton, Tom Varner, Tomas Ulrich
- 1999: PoZest (CIMP) met Paul Smoker, Steve Swell, Perry Robinson, Marshall Allen, Wilber Morris
- 2000: The Joy of Being (CIMP) met Joseph Jarman
- 2006: Martin Speicher/Georg Wolf/Lou Grassi: Shapes and Shadows (Clean Feed Records)